# Beaubery
Beaubery est une commune française située dans le département de Saône-et-Loire en région Bourgogne-Franche-Comté.

## Géographie
Beaubery est située à 12 km de Charolles et à 45 km de Mâcon.

### Climat
Pour des articles plus généraux, voir Climat de la Bourgogne-Franche-Comté et Climat de Saône-et-Loire.
En 2010, le climat de la commune est de type climat océanique dégradé des plaines du Centre et du Nord, selon une étude du Centre national de la recherche scientifique s'appuyant sur une série de données couvrant la période 1971-2000. En 2020, Météo-France publie une typologie des climats de la France métropolitaine dans laquelle la commune est dans une zone de transition entre le climat océanique altéré et le climat de montagne ou de marges de montagne et est dans la région climatique Centre et contreforts nord du Massif Central, caractérisée par un air sec en été et un bon ensoleillement.
Pour la période 1971-2000, la température annuelle moyenne est de 10,4 °C, avec une amplitude thermique annuelle de 16,6 °C. Le cumul annuel moyen de précipitations est de 1 040 mm, avec 11,8 jours de précipitations en janvier et 8,4 jours en juillet. Pour la période 1991-2020, la température moyenne annuelle observée sur la station météorologique installée sur la commune est de 10,9 °C et le cumul annuel moyen de précipitations est de 1 020,3 mm. 
La température maximale relevée sur cette station est de 39,4 °C, atteinte le 31 juillet 2020 ; la température minimale est de −18 °C, atteinte le 12 janvier 1987,,.
| Mois                                  | jan.           | fév.            | mars           | avril       | mai           | juin          | jui.           | août           | sep.          | oct.            | nov.           | déc.           | année     |
| ------------------------------------- | -------------- | --------------- | -------------- | ----------- | ------------- | ------------- | -------------- | -------------- | ------------- | --------------- | -------------- | -------------- | --------- |
| Température minimale moyenne (°C)     | 0,3            | 0,5             | 3,2            | 5,6         | 9,3           | 12,7          | 14,6           | 14,8           | 11,4          | 8,3             | 3,8            | 1,2            | 7,1       |
| Température moyenne (°C)              | 2,7            | 3,4             | 6,9            | 10          | 13,8          | 17,5          | 19,5           | 19,7           | 15,6          | 11,6            | 6,4            | 3,4            | 10,9      |
| Température maximale moyenne (°C)     | 5              | 6,4             | 10,7           | 14,3        | 18,3          | 22,3          | 24,4           | 24,6           | 19,8          | 14,8            | 9              | 5,7            | 14,6      |
| Record de froid (°C) date du record   | −18 12.01.1987 | −13,9 07.02.12  | −12,1 01.03.05 | −7 08.04.03 | −1 13.05.1995 | 3,4 04.06.01  | 6,4 07.07.1993 | 5,3 28.08.1998 | 1,6 25.09.02  | −4,2 30.10.1997 | −10 22.11.1998 | −12,8 15.12.01 | −18 1987  |
| Record de chaleur (°C) date du record | 17,2 26.01.16  | 21,7 24.02.1990 | 23,2 26.03.06  | 27 29.04.10 | 31,6 25.05.09 | 36,6 26.06.19 | 39,4 31.07.20  | 38 07.08.15    | 33,7 14.09.20 | 27,5 07.10.09   | 23,1 08.11.15  | 19 16.12.1989  | 39,4 2020 |
| Précipitations (mm)                   | 79,9           | 68,1            | 69             | 74,4        | 98,5          | 87,4          | 84,3           | 80,3           | 82,4          | 98,5            | 106,4          | 91,1           | 1 020,3   |

| Diagramme climatique                                  |            |           |             |             |              |              |              |              |             |           |            |
| J                                                     | F          | M         | A           | M           | J            | J            | A            | S            | O           | N         | D          |
| 50,379,9                                              | 6,40,568,1 | 10,73,269 | 14,35,674,4 | 18,39,398,5 | 22,312,787,4 | 24,414,684,3 | 24,614,880,3 | 19,811,482,4 | 14,88,398,5 | 93,8106,4 | 5,71,291,1 |
| Moyennes : • Temp. maxi et mini °C • Précipitation mm |            |           |             |             |              |              |              |              |             |           |            |

Les paramètres climatiques de la commune ont été estimés pour le milieu du siècle (2041-2070) selon différents scénarios d'émission de gaz à effet de serre à partir des nouvelles projections climatiques de référence DRIAS-2020. Ils sont consultables sur un site dédié publié par Météo-France en novembre 2022.

## Urbanisme

### Typologie
Au 1er janvier 2024, Beaubery est catégorisée commune rurale à habitat très dispersé, selon la nouvelle grille communale de densité à sept niveaux définie par l'Insee en 2022.
Elle est située hors unité urbaine. Par ailleurs la commune fait partie de l'aire d'attraction de Charolles, dont elle est une commune de la couronne,. Cette aire, qui regroupe 12 communes, est catégorisée dans les aires de moins de 50 000 habitants,.

### Occupation des sols
L'occupation des sols de la commune, telle qu'elle ressort de la base de données européenne d’occupation biophysique des sols Corine Land Cover (CLC), est marquée par l'importance des territoires agricoles (71,4 % en 2018), une proportion identique à celle de 1990 (71,4 %). La répartition détaillée en 2018 est la suivante : zones agricoles hétérogènes (45,5 %), forêts (28,6 %), prairies (23,7 %), terres arables (2,2 %). L'évolution de l’occupation des sols de la commune et de ses infrastructures peut être observée sur les différentes représentations cartographiques du territoire : la carte de Cassini (XVIIIe siècle), la carte d'état-major (1820-1866) et les cartes ou photos aériennes de l'IGN pour la période actuelle (1950 à aujourd'hui).

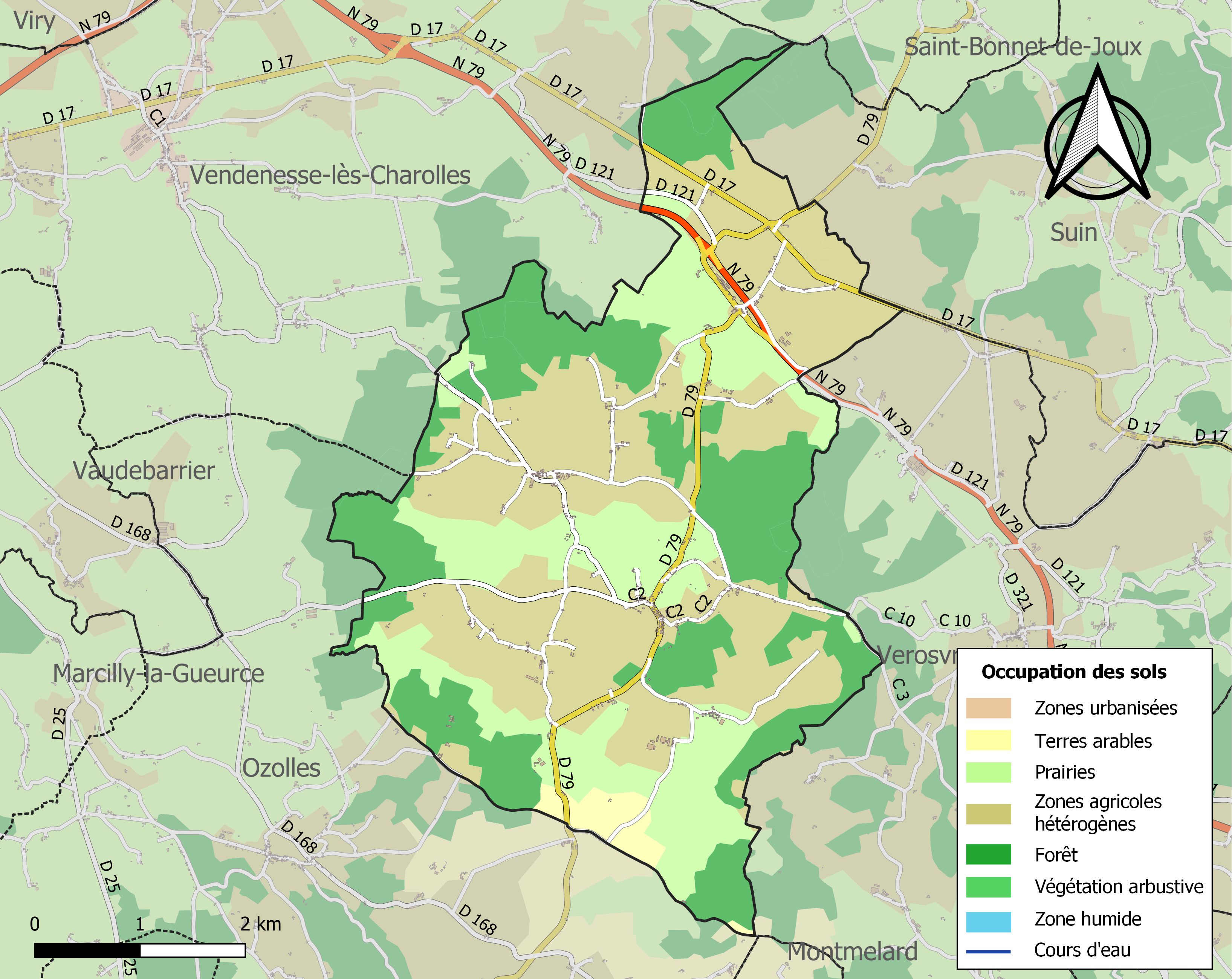
Carte des infrastructures et de l'occupation des sols de la commune en 2018 (CLC).

## Histoire

### Période moderne
En 1569, l'église de Beaubery est pillée et le village incendié par l'amiral de Coligny.

### Seconde Guerre mondiale
Le 11 novembre 1943, l'armée allemande lance une attaque sur le maquis de Beaubery (au hameau de Combrenod, à Montmelard), faisant quatre tués et trois prisonniers. Deux jours plus tard, la Gestapo arrête à la boulangerie de Beaubery – qui est le poste de commandement du maquis – le chef Paul Meyer, ainsi que le boulanger Lucien Guilloux et Robert Montgeay. Le lendemain, 14 novembre, les Allemands attaquent à nouveau, cette fois à Gibles, les résistants qui se sont repliés dans les bois. Sur la centaine de maquisards, la plus grosse partie parvient à échapper à l'ennemi mais quatorze d'entre eux sont faits prisonniers. Conduits à Mâcon, puis transférés à la prison de Montluc (Lyon), ils seront jugés les 14 et 15 janvier 1944 par un tribunal militaire allemand qui condamnera à mort dix-neuf de ces maquisards (ils seront fusillés le 1er février 1944 sur le champ de tir de La Doua et enfouis dans des fosses communes).

## Politique et administration

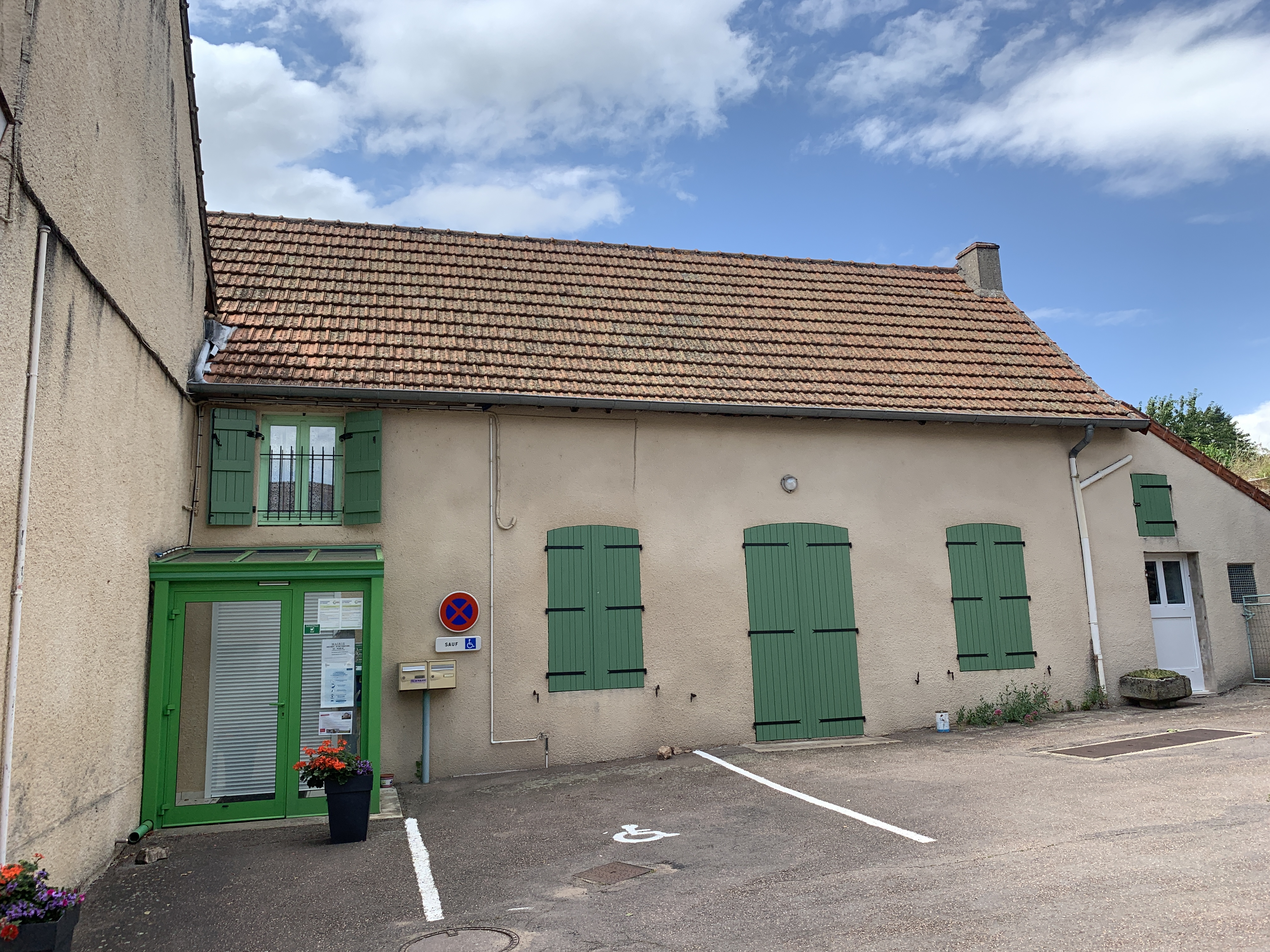
Mairie.

| Période                                  | Période   | Identité      | Étiquette | Qualité    |
| ---------------------------------------- | --------- | ------------- | --------- | ---------- |
| juin 1995                                | mars 2008 | André Auclair |           | Enseignant |
| mars 2008                                | 2012      | Gérard Aupoil |           |            |
| 2012                                     | en cours  | Gérard Duchet |           | Retraité   |
| Les données manquantes sont à compléter. |           |               |           |            |

## Démographie
L'évolution du nombre d'habitants est connue à travers les recensements de la population effectués dans la commune depuis 1793. Pour les communes de moins de 10 000 habitants, une enquête de recensement portant sur toute la population est réalisée tous les cinq ans, les populations de référence des années intermédiaires étant quant à elles estimées par interpolation ou extrapolation. Pour la commune, le premier recensement exhaustif entrant dans le cadre du nouveau dispositif a été réalisé en 2004.

En 2022, la commune comptait 361 habitants, en évolution de −2,96 % par rapport à 2016 (Saône-et-Loire : −1,06 %, France hors Mayotte : +2,11 %).
| 1793  | 1800  | 1806  | 1821 | 1831  | 1836  | 1841  | 1846  | 1851  |
| ----- | ----- | ----- | ---- | ----- | ----- | ----- | ----- | ----- |
| 1 201 | 1 004 | 1 064 | 961  | 1 012 | 1 062 | 1 087 | 1 117 | 1 140 |

| 1856  | 1861  | 1866  | 1872  | 1876  | 1881  | 1886  | 1891  | 1896  |
| ----- | ----- | ----- | ----- | ----- | ----- | ----- | ----- | ----- |
| 1 183 | 1 173 | 1 160 | 1 122 | 1 123 | 1 104 | 1 080 | 1 124 | 1 056 |

| 1901  | 1906 | 1911 | 1921 | 1926 | 1931 | 1936 | 1946 | 1954 |
| ----- | ---- | ---- | ---- | ---- | ---- | ---- | ---- | ---- |
| 1 049 | 936  | 912  | 827  | 803  | 813  | 763  | 707  | 639  |

| 1962 | 1968 | 1975 | 1982 | 1990 | 1999 | 2004 | 2006 | 2009 |
| ---- | ---- | ---- | ---- | ---- | ---- | ---- | ---- | ---- |
| 592  | 509  | 445  | 419  | 392  | 357  | 341  | 341  | 365  |

| 2014 | 2019 | 2022 | - | - | - | - | - | - |
| ---- | ---- | ---- | - | - | - | - | - | - |
| 368  | 358  | 361  | - | - | - | - | - | - |

### Lieux et monuments
Sont à voir à Beaubery :

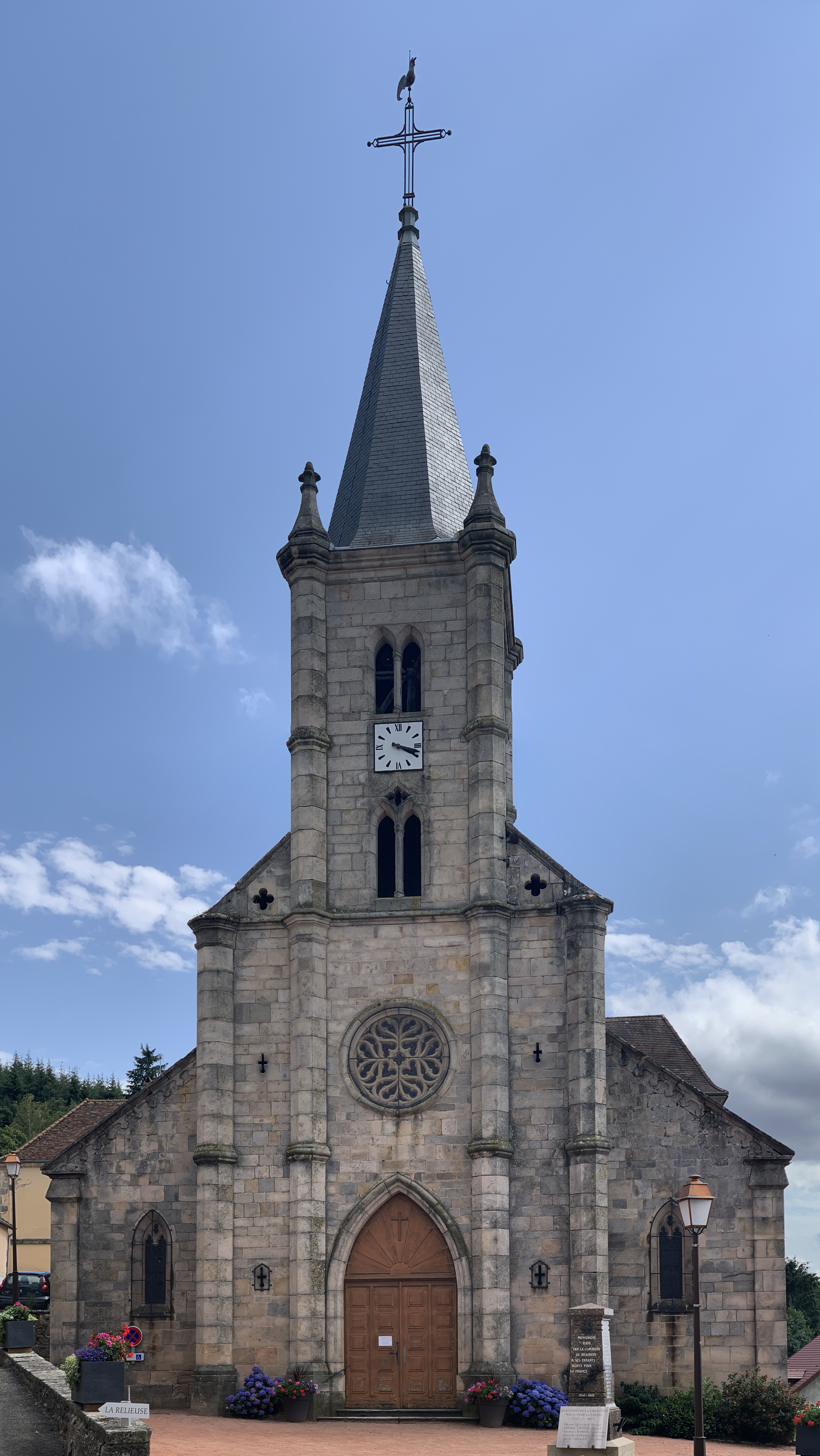
Église de l'Assomption.

- une ligne de chemin de fer à voie métrique (Le Tacot de Beaubery), qui a fonctionné de 1901 à 1934, reliant Beaubery à Montceau-les-Mines[18] ;
- l'église de Beaubery (pillée et incendiée en 1569), remplacée par une nouvelle église de style néo-flamboyant, datant du XIXe siècle (à l'intérieur se trouve une statue de sainte Anne datée du XVIe siècle) ;
- le Mémorial de la Résistance situé au sommet du mont Chatelard (510 mètres), monument composé d'une grande croix de Lorraine et de deux canons, qui rend hommage aux nombreux résistants qui trouvèrent la mort dans les environs durant la Seconde Guerre mondiale (c’est dans ces lieux que s’est organisé le premier maquis du département de Saône-et-Loire, raison pour laquelle, juste après la guerre, y fut élevé un monument à la mémoire des victimes de la Résistance, que le maréchal de Lattre de Tassigny inaugura en 1947)[19] ;
- un monument d'aspect druidique se dressant au sommet de la colline dite « de la Corne d'Artus » (ce sont en fait les ruines du château fort d'Artus, qui était une des quatre châtellenies primaires du Charolais, et dont un pan de tour resté debout a inspiré le nom des lieux) ;
- la motte du Camp de César ;
- le château de Quierre (qui n'en est pas un : c'est une maison bourgeoise qui a été construite à la fin du XIXe) ;
- le château de Corcheval, des XIIe siècle et XVIIe siècle, flanqué de tours d'angle circulaires, avec tour carrée du XVe siècle (construite à partir des ruines du château d'Artus), jardin à la française de la fin du XIXe siècle et jolis communs du XVIIIe siècle ;
- le moulin d'Artus.

## Pour approfondir